# Paulowniaorden
Paulowniaorden (桐花章 Tōka shō?) är en japansk orden instiftad den 3 januari 1888 av kejsar Meiji. Den utdelas av den japanska regeringen. Den instiftades 1888 under Meijirestaurationen som den högsta utmärkelsen i Uppgående solens orden. Sedan 2003 har den dock varit en orden i sin egen rätt. Den enda graden av orden är Stora Ordensbandet av Paulowniaorden (旭日桐花大綬章 Kyokujitsu tōka daijushō?), som rankas högre än Uppgående solens orden men lägre än Krysantemumorden.
Ordenstecknet består av ett förgyllt kors med vita emaljerade strålar, med ett centralt emblem bestående av en röd emaljerad solskiva omgiven av röda strålar, och med tre paulowniablommor mellan varje arm på korset. Den är upphängd i tre emaljerade paulowniablad på ett rött ordensband med vita kantränder och bärs på höger axel.
Kraschanen är likadan som ordenstecknet men utan upphängningen av paulowniabladen. Det bärs på vänster bröst.
Uppmärkelsen delas bl.a. för meriterade politiker, domare eller diplomater för deras förtroendeuppgifter. Mottagaren behöver inte vara en japansk medborgare.
Orden består av en grad:
- ordens band